# Epipremnum papuanum
Epipremnum papuanum — це квіткова рослина, що належить до роду Epipremnum і родини Araceae.

## Розповсюдження
Він походить з острова Нова Гвінея.

## Опис
Це вічнозелена багаторічна ліана, яка лазить по структурах, як дерева, за допомогою повітряних коренів, з простими або перистими листками і квітами в зелених обгортках.